# Tamás esztergomi érsek
Tamás (? – Esztergom (?), 1321. január 5. után) esztergomi érsek.

## Élete
Monoszló Lodomér érsek unokaöccse, nővérének fia. Esztergom-előhegyi prépostként 1291-ben Padovában tanult. 1293-tól esztergomi nagyprépost, 1303-tól a kalocsai érsekkel járt Rómában a pápánál Károly Róbert érdekében. Székesfehérvári prépost lett. 1305. július. 31. előtt a káptalan esztergomi érsekké választotta, majd kiközösítette Károly Róbert ellenfeleit. V. Kelemen pápa 1306. január 31-én megerősítette az érsekségében.
1307. májusában Udvardon tartott zsinatot az egyházi fegyelem visszaállítására és az egyházi javak elbirtoklásának megakadályozására. Ez a zsinat rendelte el az esti harangszót.
1308. július 3-án Budán nemzeti zsinatot tartott. Az erdélyi vajdától visszaszerezte a koronát, és 1310. augusztus 27-én megkoronázta Károly Róbertet. 1311-ben kiközösítette az érsekséget pusztító Csák Mátét. 1313-ban adományba kapta III. András özvegyétől Szombathelyt, 1315-ben a királytól Komáromot.
1317-ben Henrik prépost Szepeshelyen megfestette a freskóját. Pecsétje 1307-ből, 1309-ből, 1314-ből és 1315-ből maradt fenn.